# 1230
1230 (MCCXXX) var ett normalår som började en tisdag i den julianska kalendern.

## Händelser

### September
- 24 september – Leon återförenas med Kastilien. Kung Ferdinand III erövrar Córdoba och Sevilla.[1]

### Okänt datum
- Václav I blir kung av Böhmen.
- Nunneklostret Sko kloster grundas.
- Fred i San Germano mellan kejsar Fredrik II och påven Gregorius IX.

## Födda
- Petrus de Dacia, svensk teolog och författare, född på Gotland.
- Jacobus de Voragine, ärkebiskop av Genua (omkring detta år).
- Margareta Sambiria av Pommerellen, drottning av Danmark 1252–1259, gift med Kristofer I (född omkring detta år).

## Avlidna
- 7 april – Ingegärd Birgersdotter, drottning av Sverige 1200–1208, gift med Sverker den yngre (möjligen död detta datum).
- 23 december – Berengaria av Navarra, drottning av England 1191–1199 (gift med Rikard I Lejonhjärta)
- Ottokar I, kung av Böhmen sedan 1198.
- Benedetto Antelami, född omkring 1230, var en italiensk arkitekt och bildhuggare

### Fotnoter
1. ↑  World Statesmen (läst 7 april 2011)